# Championnat d'Europe féminin de football des moins de 19 ans 2022
Ne doit pas être confondu avec Championnat d'Europe de football des moins de 19 ans 2022.
Navigation
Édition 2019 Édition 2023
La 23e édition du championnat d'Europe féminin de football des moins de 19 ans est un tournoi de football féminin qui se tient en Tchéquie, du 27 juin au 9 juillet 2022. Les joueuses nées après le 1er janvier 2003 peuvent participer à la compétition. La France défend son titre acquis en 2019, après l'annulation des éditions 2020 et 2021 à cause de la pandémie de Covid-19.

## Qualification
52 équipes féminines membres de l'UEFA participent aux qualifications pour l'Euro féminin des moins de 19 ans. La Tchéquie, en tant que pays organisateur, est qualifiée d'office.
Sont éligibles les joueuses nées après le 1er janvier 2003.

### Équipes qualifiées
| Équipe     | Méthode de qualification | Participations | Dernière participation | Meilleures performances passées         |
| ---------- | ------------------------ | -------------- | ---------------------- | --------------------------------------- |
| Tchéquie   | Pays hôte                | 1re            | –                      | –                                       |
| Allemagne  | Premier du Groupe A2     | 17e            | 2019                   | Champion (2002, 2006, 2007, 2011)       |
| Angleterre | Premier du Groupe A3     | 14e            | 2019                   | Champion (2009)                         |
| Espagne    | Premier du Groupe A6     | 15e            | 2019                   | Champion (2004, 2017, 2018)             |
| France     | Premier du Groupe A7     | 16e            | 2019                   | Champion (2003, 2010, 2013, 2016, 2019) |
| Italie     | Premier du Groupe A5     | 8e             | 2018                   | Phase de poule (2014)                   |
| Norvège    | Premier du Groupe A4     | 14e            | 2019                   | Finaliste (2003,2008, 2011)             |
| Suède      | Premier du Groupe A1     | 10e            | 2015                   | Champion (1999, 2012 et 2015)           |

## Premier tour

### Groupe A
| Rang | Équipe   | Pts | J | G | N | P | Bp | Bc | Diff |
| ---- | -------- | --- | - | - | - | - | -- | -- | ---- |
| 1    | Espagne  | 7   | 3 | 2 | 1 | 0 | 9  | 2  | +7   |
| 2    | France   | 5   | 3 | 1 | 2 | 0 | 6  | 3  | +3   |
| 3    | Italie   | 4   | 3 | 1 | 1 | 1 | 7  | 5  | +2   |
| 4    | Tchéquie | 0   | 3 | 0 | 0 | 3 | 0  | 12 | -12  |

#### 1rejournée
| 27 juin 2022 | Tchéquie | 0 – 3   | France                                                                                                | Stade municipal d'Ostrava, Ostrava |                           |
| 11:00        |          | (0 – 2) | 21e Judith Coquet · 45+1e Inès Benyahia ( Madeleine Yetna) · 90+2e Noémie Mouchon ( Nesrine Bahlouli) | Arbitrage : Katalin Sipos          | Arbitrage : Katalin Sipos |
| 11:00        |          | Rapport | 35e Adja Binaté Soumahoro                                                                             | Arbitrage : Katalin Sipos          | Arbitrage : Katalin Sipos |

| 27 juin 2022 | Espagne                                                                                                   | 3 – 1   | Italie                                      | Stade municipal d'Ostrava, Ostrava |                                |
| 17:30        | (Fiamma ) Ornella Vignola 29e · (Silvia Lloris ) Carmen Álvarez 45+3e · (Esther Laborde ) Mirari Uria 61e | (2 – 1) | 24e Nicole Arcangeli                        | Arbitrage : Lizzy Van Der Helm     | Arbitrage : Lizzy Van Der Helm |
| 17:30        | María Valle 24e · Júlia Bartel 31e                                                                        | Rapport | 44e Alice Pellinghelli · 67e Chiara Beccari | Arbitrage : Lizzy Van Der Helm     | Arbitrage : Lizzy Van Der Helm |

#### 2ejournée
| 30 juin 2022 | Italie                                                      | 2 – 2   | France                                                                          | Bazaly, Ostrava             |                             |
| 15:00        | Nicole Arcangeli 45+3e (pen.) · Nicole Arcangeli 88e (pen.) | (1 – 0) | 65e Judith Coquet ( Nesrine Bahlouli) · 69e Louna Ribadeira ( Nesrine Bahlouli) | Arbitrage : Jelena Pejković | Arbitrage : Jelena Pejković |
| 15:00        |                                                             | Rapport | 39e Margaux Vairon · 40e Nesrine Bahlouli · 63e Chloé Neller · 87e Inès Kbida   | Arbitrage : Jelena Pejković | Arbitrage : Jelena Pejković |

| 30 juin 2022 | Tchéquie | 0 – 5   | Espagne | Městský Fotbalový Stadion Srbská, Opava |                                    |
| 17:30        |          | (0 – 2) | 23e Ane Elexpuru · 37e Fiamma ( Esther Laborde) · 47e Clara Pinedo · 69e Lucia Moral ( Ona Baradad) · 76e Lucia Moral | Arbitrage : Katarzyna Lisiecka-Sęk      | Arbitrage : Katarzyna Lisiecka-Sęk |
| 17:30        | Rapport  |         | | Arbitrage : Katarzyna Lisiecka-Sęk      | Arbitrage : Katarzyna Lisiecka-Sęk |

#### 3ejournée
| 3 juillet 2022 | Italie | 4 – 0   | Tchéquie                                           | Stovky, Frýdek-Místek  |                        |
| 17:30          | Nicole Arcangeli 3e · (Matilde Pavan ) Chiara Beccari 20e · (Chiara Beccari ) Nicole Arcangeli 59e · (Nicole Arcangeli ) Victoria Della Peruta 90+4e | (2 – 0) |                                                    | Arbitrage : Alina Peşu | Arbitrage : Alina Peşu |
| 17:30          | Elisa Pfaffner 45+1e · Matilde Pavan 55e | Rapport | 85e Denisa Tenkrátová · 90+2e Jaroslava Pavlíčková | Arbitrage : Alina Peşu | Arbitrage : Alina Peşu |

| 3 juillet 2022 | France               | 1 – 1   | Espagne                                                 | Bazaly, Ostrava             |                             |
| 17:30          | Nesrine Bahlouli 30e | (1 – 1) | 29e Silvia Lloris ( Andrea Medina)                      | Arbitrage : Catarina Campos | Arbitrage : Catarina Campos |
| 17:30          | Margaux Vairon 83e   | Rapport | 54e Andrea Medina · 69e Maite Zubieta · 78e Mirari Uria | Arbitrage : Catarina Campos | Arbitrage : Catarina Campos |

### Groupe B
| Rang | Équipe     | Pts | J | G | N | P | Bp | Bc | Diff |
| ---- | ---------- | --- | - | - | - | - | -- | -- | ---- |
| 1    | Norvège    | 6   | 3 | 2 | 0 | 1 | 4  | 5  | -1   |
| 2    | Suède      | 6   | 3 | 2 | 0 | 1 | 3  | 1  | +2   |
| 3    | Allemagne  | 3   | 3 | 1 | 0 | 2 | 4  | 4  | 0    |
| 4    | Angleterre | 3   | 3 | 1 | 0 | 2 | 4  | 5  | -1   |

#### 1rejournée
| 27 juin 2022 | Suède                                                                      | 2 – 0   | Allemagne          | Stovky, Frýdek-Místek       |                             |
| 15:00        | (Bea Sprung ) Mathilda Vinberg 29e · (Evelina Duljan) Mathilda Vinberg 37e | (2 – 0) |                    | Arbitrage : Catarina Campos | Arbitrage : Catarina Campos |
| 15:00        |                                                                            | Rapport | 11e Dilara Acikgöz | Arbitrage : Catarina Campos | Arbitrage : Catarina Campos |

| 27 juin 2022 | Angleterre | 4 – 1   | Norvège               | Městský stadion, Karviná           |                                    |
| 17:30        | (Grace Clinton ) Agnes Beever-Jones 17e · (Laura Brown ) Jorja Fox 51e · (Grace Clinton ) Agnes Beever-Jones 71e · (Jorja Fox ) Grace Clinton 90e | (1 – 1) | 37e Cathinka Tandberg | Arbitrage : Katarzyna Lisiecka-Sęk | Arbitrage : Katarzyna Lisiecka-Sęk |
| 17:30        | Esme Beth Morgan 77e | Rapport | 44e Cathinka Tandberg | Arbitrage : Katarzyna Lisiecka-Sęk | Arbitrage : Katarzyna Lisiecka-Sęk |

#### 2ejournée
| 30 juin 2019 | Norvège                                                                    | 2 – 1   | Allemagne                           | Městský stadion, Karviná |                        |
| 15:00        | (Thea Kyvåg ) 57e Iris Omarsdottir · (Stine Brekken ) 83e Iris Omarsdottir | (0 – 1) | 10e Sarah Mattner ( Franziska Kett) | Arbitrage : Alina Peşu   | Arbitrage : Alina Peşu |
| 15:00        | Julie Jorde 78e · Thea Sørbo 90+3e                                         | Rapport | 47e Dilara Acikgöz                  | Arbitrage : Alina Peşu   | Arbitrage : Alina Peşu |

| 30 juin 2022 | Suède                            | 1 – 0   | Angleterre          | Stovky, Frýdek-Místek     |                           |
| 17:30        | (Anna Sandberg ) Elma Nelhage 7e | (1 – 0) |                     | Arbitrage : Katalin Sipos | Arbitrage : Katalin Sipos |
| 17:30        |                                  | Rapport | 90+4e Grace Clinton | Arbitrage : Katalin Sipos | Arbitrage : Katalin Sipos |

#### 3ejournée
| 3 juillet 2022 | Norvège                         | 1 – 0   | Suède | Městský Fotbalový Stadion Srbská, Opava |                               |
| 20:00          | (Julie Jorde ) Oda Johansen 77e | (0 – 0) |       | Arbitrage : Lisa Van Der Helm           | Arbitrage : Lisa Van Der Helm |
| 20:00          | Maria Fink 40e                  | Rapport |       | Arbitrage : Lisa Van Der Helm           | Arbitrage : Lisa Van Der Helm |

| 3 juillet 2022 | Allemagne | 3 – 0   | Angleterre            | Městský stadion, Karviná    |                             |
| 20:00          | (Mia Büchele ) Sarah Mattner-Trembleau 44e · (Franziska Kett ) Sofie Zdebel 87e · (Clara Fröhlich ) Sarah Mattner-Trembleau 90+5e | (1 – 0) |                       | Arbitrage : Jelena Pejković | Arbitrage : Jelena Pejković |
| 20:00          | Ilayda Acikgöz 54e | Rapport | 82e Charlotte Wardlaw | Arbitrage : Jelena Pejković | Arbitrage : Jelena Pejković |

## Tableau final
|  | Demi-finales   | Demi-finales   |         |   | Finale         | Finale         |
|  | Demi-finales   | Demi-finales   |         |   | Finale         | Finale         |
|  |                |                |         |   |                |                |
|  | 6 juillet 2022 | 6 juillet 2022 |         |   | 9 juillet 2022 | 9 juillet 2022 |
|  | 6 juillet 2022 | 6 juillet 2022 |         |   | 9 juillet 2022 | 9 juillet 2022 |
|  | Espagne        | 1              |         |   | 9 juillet 2022 | 9 juillet 2022 |
|  | Espagne        | 1              |         |   | 9 juillet 2022 | 9 juillet 2022 |
|  | Suède          | 0              |         |   | 9 juillet 2022 | 9 juillet 2022 |
|  | Suède          | 0              | Espagne | 2 |                |                |
|  | 6 juillet 2022 |                | Espagne | 2 |                |                |
|  |                | Norvège        | 1       |   |                |                |
|  | Norvège        | Norvège        | 1       | 1 |                |                |
|  | Norvège        |                |         | 1 |                |                |
|  | France         | 0              |         |   |                |                |
|  | France         | 0              |         |   |                |                |

### Demi-finales
| Demi-finale 1        | Espagne                            | 1 – 0   | Suède                                                                | Městský Fotbalový Stadion Srbská, Opava |                             |
| 6 juillet 2022 15:00 | (Ornella Vignola ) Mirari Uria 51e | (0 – 0) |                                                                      | Arbitrage : Catarina Campos             | Arbitrage : Catarina Campos |
| 6 juillet 2022 15:00 | Andrea Medina 70e                  | Rapport | 31e, 86e Evelina Duljan · 61e Sara Eriksson · 90+3e Emilia Bengtsson | Arbitrage : Catarina Campos             | Arbitrage : Catarina Campos |

| Demi-finale 2        | Norvège                  | 1 – 0   | France                  | Městský stadion, Karviná       |                                |
| 6 juillet 2022 17:30 | Eloise Sévenne 52e (csc) | (0 – 0) | Thea Sørbo 13e          | Arbitrage : Lizzy Van Der Helm | Arbitrage : Lizzy Van Der Helm |
| 6 juillet 2022 17:30 |                          | Rapport | 30e Faustine Bataillard | Arbitrage : Lizzy Van Der Helm | Arbitrage : Lizzy Van Der Helm |

### Finale
| Finale               | Espagne                   | 2 – 1   | Norvège        |  |  |
| 9 juillet 2022 15:00 | 36e Elexpuru 90+4e Bartel | (1 – 1) | 4e Omarsdottir |  |  |

| Championne d'Europe de football féminin des moins de 19 ans 2022 Espagne 4ème titre |

## Statistiques individuelles
Mise à jour le 6 juillet 2022.
| Place              | Joueur                  | Équipe     | Buts |
| ------------------ | ----------------------- | ---------- | ---- |
| Médaille d'or      | Nicole Arcangeli        | Italie     | 5    |
| Médaille d'argent  | Sarah Mattner-Trembleau | Allemagne  | 3    |
| Médaille de bronze | Mirari Uria             | Espagne    | 2    |
| Médaille de bronze | Lucia Moral             | Espagne    | 2    |
| Médaille de bronze | Agnes Beever-Jones      | Angleterre | 2    |
| Médaille de bronze | Iris Omarsdottir        | Norvège    | 2    |
| Médaille de bronze | Mathilda Vinberg        | Suède      | 2    |
| Médaille de bronze | Judith Coquet           | France     | 2    |

| Place             | Joueur           | Club       | Buts |
| ----------------- | ---------------- | ---------- | ---- |
| Médaille d'or     | Nesrine Bahlouli | France     | 3    |
| Médaille d'argent | Franziska Kett   | Allemagne  | 2    |
| Médaille d'argent | Esther Laborde   | Espagne    | 2    |
| Médaille d'argent | Grace Clinton    | Angleterre | 2    |
| -                 |                  |            |      |